# Перелік населених пунктів, що постраждали від Голодомору 1932—1933 (Запорізька область)
| №   | Населений пункт | Встановлено жертв        | сторінка |
| --- | --- | ------------------------ | -------- |
| 1   | Андрівська сільська рада: Андрівка, Полоузівка, Трояни (Бердянський район) | 46                       | ст. 69   |
| 2   | Андріївська селищна рада (Бердянський район): Андріївка (Бердянський район); Дахно (село); Іванівка (Бердянський район); Новосільське (Бердянський район); Сахно; Софіївка (Бердянський район); Успенівка (Бердянський район) | 81                       | ст. 70   |
| 3   | Андріївська сільська рада: Андріївка (Вільнянський район) | 10                       | ст. 89   |
| 4   | Балабинська селищна рада (тоді сільська): Балабине | не менше 33              | ст. 290  |
| 5   | Балківська сільська рада (Василівський район): Балки (Василівський район) | не менше 116             | ст. 100  |
| 6   | Балочківська сільська рада: Балочки | 26                       | ст. 432  |
| 7   | Барвінівська сільська рада: Барвінівка (Новомиколаївський район); Василькове (Новомиколаївський район); Зірниця (село) | не менше 85              | ст. 379  |
| 8   | Басанська сільська рада: Басань (Пологівський район); Ожерельне | 198                      | ст. 436  |
| 9   | Бердянськ | 1025                     | ст. 64   |
| 10  | Біленьківська сільська рада (тоді Біленська): Біленьке (Запорізький район); Червонодніпровка | не менше 60              | ст. 291  |
| 11  | Білогір'ївська сільська рада: Білогір'я (Оріхівський район); Лугівське; Новопокровка (Оріхівський район) | не менше 90              | ст. 403  |
| 12  | Білоцерківська сільська рада (Більмацький район): Білоцерківка (Більмацький район); Черешневе (Більмацький район) | не менше 83              | ст. 293  |
| 13  | Більманська сільська рада: Бережне (Більмацький район); Більманка | 124                      | ст. 295  |
| 14  | Більмацька селищна рада (тоді — Царекостянтинівська сільська рада): Більмак; Грузьке (Більмацький район); Дубове (Більмацький район); Трудове (Більмацький район); Червоне Озеро (Більмацький район) | не менше 15              | ст. 303  |
| 15  | Берестівська сільська рада (Бердянський район): Берестове (Бердянський район); Довбине; Сачки | 48                       | ст. 71   |
| 16  | Благовіщенська сільська рада: Благовіщенка (Більмацький район) | 87                       | ст. 296  |
| 17  | Богданівська сільська рада (Чернігівський район) (тоді Гнаденфельдська): Богданівка (Чернігівський район) | не менше 9               | ст. 554  |
| 18  | Борисівська сільська рада (Приморський район): Азов (Приморський район); Борисівка (Приморський район); Лозанівка | 325                      | ст. 511  |
| 19  | Бурчацька сільська рада: Бурчак (Михайлівський район) | не менше 29              | ст. 372  |
| 20  | Варварівська сільська рада: Варварівка (Гуляйпільський район) | 60                       | ст. 139  |
| 21  | Василівська сільська рада (Василівський район) : Василівка (місто) | 222                      | ст. 103  |
| 22  | Васинівська сільська рада: Васинівка | 90                       | ст. 405  |
| 23  | Вербівська сільська рада (Пологівський район): Вербове (Пологівський район) | 277                      | ст. 476  |
| 24  | Верхньокриничанська сільська рада: Верхня Криниця | не менше 31              | ст. 104  |
| 25  | Верхньотокмацька сільська рада: Верхній Токмак | не менше 42 — до 350     | ст. 545  |
| 26  | Верхньотерсянська сільська рада: Верхня Терса (село); Гірке (Україна); Криничне (Гуляйпільський район); Цвіткове (Гуляйпільський район) | не менше 46              | ст. 140  |
| 27  | Вершинська сільська рада; Вершинська № 2 сільська рада: Вершина (Більмацький район); Очеретувате (Більмацький район) | не менше 14; не менше 24 | ст. 297  |
| 28  | Веселівська селищна рада (тоді сільська рада): Веселе (смт); Єлизаветівка (Веселівський район); Новоолександрівка (Веселівський район); Ясна Поляна (Веселівський район) | 461                      | ст. 120  |
| 29  | Веселогаївська сільська рада: Веселий Гай (Новомиколаївський район); Нововолодимирівка (Новомиколаївський район) | не менше 19              | ст. 379  |
| 30  | Високівська сільська рада (Михайлівський район) (тоді Гохштадська): Високе (Михайлівський район) | не менше 27              | ст. 374  |
| 31  | Вільнянська сільська рада (Оріхівський район): Вільнянка (Оріхівський район) | 60                       | ст. 402  |
| 32  | Водянська сільська рада (Кам'янсько-Дніпровський район): Водяне (Кам'янсько-Дніпровський район) | не менше 8               | ст. 297  |
| 33  | Воздвижівська сільська рада: Воздвижівка; Оленокостянтинівка; Прилуки (Гуляйпільський район) | 164                      | ст. 142  |
| 34  | Вознесенська сільська рада (Мелітопольський район): Вознесенка (Мелітопольський район) | 288                      | ст. 361  |
| 35  | Вознесенська сільська рада: Вознесенка (Запоріжжя) | не менше 4               | ст. 297  |
| 36  | Володимирівська сільська рада (Якимівський район): Володимирівка (Якимівський район) | не менше 18              | ст. 555  |
| 37  | Воскресенська сільська рада (Пологівський район): Воскресенка (Пологівський район) | 297                      | ст. 442  |
| 38  | Воскресенська друга сільська рада (Пологівський район): Воскресенка (Пологівський район) | 162                      | ст. 478  |
| 39  | Вячеславівська сільська рада: Вячеславка | 51                       | ст. 524  |
| 40  | Ганноопанлинська сільська рада: Ганно-Опанлинка | 62                       | ст. 479  |
| 41  | Геленджицька сільська рада: Геленджик (село) | 21                       | ст. 89   |
| 42  | Георгіївська сільська рада: Георгіївка (Приазовський район) | 121                      | ст. 481  |
| 43  | Гірсівська сільська рада: Гірсівка | 72                       | ст. 482  |
| 44  | Горобцівська сільська рада (Якимівський район) | 8                        | ст. 555  |
| 45  | Гуляйпільська сільська рада (Гуляйпільський район): Гуляйпільське | 106                      | ст. 146  |
| 46  | Гусарківська сільська рада (тоді Гусарська): Гусарка, Дружне (Більмацький район) | не менше 27              | ст. 299  |
| 47  | Давидівська сільська рада (Якимівський район): Давидівка (Якимівський район) | не менше 159             | ст. 557  |
| 48  | Данило-Іванівська сільська рада: Данило-Іванівка | 53                       | ст. 361  |
| 49  | Деревецька сільська рада: Деревецьке | 33                       | ст. 72   |
| 50  | Дівнинська сільська рада: Дівнинське | 65                       | ст. 483  |
| 51  | Дмитрівська сільська рада (Бердянський район): Дмитрівка (Бердянський район), Шевченка (Бердянський район) | 156                      | ст. 74   |
| 52  | Дмитрівська сільська рада (Приазовський район): Дмитрівка (Приазовський район) | 57                       | ст. 484  |
| 53  | Дмитрівська сільська рада (Якимівський район) | 9                        | ст. 557  |
| 54  | Добрівська сільська рада (Приазовський район) (тоді Чокрацька): Добрівка, Новопокровка (Приазовський район) | 66                       | ст. 507  |
| 55  | Добропільська сільська рада (Гуляйпільський район) (тоді Хвалибогівська): Варварівка (Гуляйпільський район), Добропілля (Гуляйпільський район), Нове Запоріжжя (Гуляйпільський район) | не менше 65              | ст. 158  |
| 56  | Дорожнянська сільська рада: Дорожнянка | 37                       | ст. 146  |
| 57  | Другопокровська сільська рада (Приазовський район) | 204                      | ст. 487  |
| 58  | Дудниківська сільська рада: Дудникове (Оріхівський район) | 11                       | ст. 398  |
| 59  | Дунаївська сільська рада (Приазовський район): Вікторівка (Приазовський район); Дунаївка | 96                       | ст. 489  |
| 60  | Єгорівська сільська рада: Єгорівка (Оріхівський район) | 62                       | ст. 406  |
| 61  | Єлизаветівська сільська рада: Єлизаветівка (Веселівський район) | 119                      | ст. 126  |
| 62  | Єлисеївська сільська рада: Єлисеївка | 138                      | ст. 514  |
| 63  | Жовтокручанська сільська рада: Жовта Круча | 74                       | ст. 408  |
| 64  | Запоріжжя | 8652                     | ст. 289  |
| 65  | Затишанська сільська рада: Затишшя (Гуляйпільський район) | 21                       | ст. 147  |
| 66  | Зеленівська сільська рада (Приморський район): Зеленівка (Приморський район); Нельгівка (село); Нельгівка (селище) | не менше 60              | ст. 525  |
| 67  | Зеленопільська сільська рада: Зеленопіль | не менше 7               | ст. 543  |
| 68  | Зіновіївська сільська рада (Якимівський район) | 72                       | ст. 558  |
| 69  | Златопільська сільська рада: Златопіль (Василівський район) | не менше 2               | ст. 104  |
| 70  | Зразківська сільська рада: Верхньодрагунське; Діброва (Більмацький район); Зелений Гай (Більмацький район); Зразкове (Більмацький район) | не менше 98              | ст. 300  |
| 71  | Інзівська сільська рада: Інзівка | не менше 76              | ст. 526  |
| 72  | Іскрівська сільська рада (Якимівський район): Іскрівка (Якимівський район) | 18                       | ст. 559  |
| 73  | Йоганесруйська сільська рада: Долинське (Мелітопольський район) | не менше 18              | ст. 362  |
| 74  | Калинівська сільська рада (Веселівський район): Добровольчеськ; Калинівка (Веселівський район); Новоукраїнка (Веселівський район) | не менше 51              | ст. 127  |
| 75  | Кам'янська сільська рада (Новомиколаївський район) | 28                       | ст. 381  |
| 76  | Кам'янська сільська рада (Василівський район) (Янчекрацька): Кам'янське (Василівський район); Плавні (Василівський район) | 376                      | ст. 112  |
| 77  | Канкринівська сільська рада: Кринівка | 112                      | ст. 383  |
| 78  | Карло-Марксівська сільська рада: Глодове; Калайтанівка; Троїцьке (Бердянський район) | 21                       | ст. 75   |
| 79  | Катеринівська сільська рада: В'язівка (Якимівський район) | не менше 20              | ст. 559  |
| 80  | Кизиярська сільська рада: Кізіяр | 647                      | ст. 313  |
| 81  | Кирилівська селищна рада (тоді сільська): Кирилівка (смт); Лиманське (Якимівський район) | не менше 12              | ст. 559  |
| 82  | Кінсько-Роздорівська сільська рада: Кінські Роздори; Лозове (Пологівський район); Магедове | 402                      | ст. 449  |
| 83  | Кобильненська сільська рада: Кобильне | не менше 16              | ст. 544  |
| 84  | Коларівська сільська рада (Приморський район): Болгарка (Приморський район) | 70                       | ст. 527  |
| 85  | Комишуваська селищна рада (Оріхівський район) (тоді сільська): Комишуваха (Оріхівський район) | 115                      | ст. 400  |
| 86  | Копанівська сільська рада: Копані (Оріхівський район) | 138                      | ст. 411  |
| 87  | Корніївська сільська рада (Веселівський район): Корніївка (Веселівський район) | 119                      | ст. 129  |
| 88  | Костянтинівська сільська рада (Запорізький район) | не менше 1               | ст. 300  |
| 89  | Костянтинівська сільська рада (Мелітопольський район): Костянтинівка (Мелітопольський район) | не менше 102             | ст. 364  |
| 90  | Костянтинівська сільська рада (Пологівський район): Костянтинівка (Пологівський район); Решетилівське; Чумацьке | не менше 13              | ст. 456  |
| 91  | Ланцівська сільська рада: Ланцеве | не менше 37              | ст. 301  |
| 92  | Листівська сільська рада: Листівка (село) | 85                       | ст. 384  |
| 93  | Лозанська сільська рада: Лозанівка | 59                       | ст. 514  |
| 94  | Любимівська сільська рада (Вільнянський район): Веселотернувате; Вишняки (Вільнянський район); Вільнянка (Вільнянський район); Гарасівка Грізне (Вільнянський район); Любимівка (Вільнянський район); Новотроїцьке (Вільнянський район); Петрівське (Вільнянський район); Скелювате (Вільнянський район)                                                                                 | не менше 14              | ст. 90   |
| 95  | Любимівська сільська рада (Гуляйпільський район) (тоді Ворошиловська): Любимівка (Гуляйпільський район) | 112                      | ст. 144  |
| 96  | Любицька сільська рада: Данилівка (Новомиколаївський район); Лісне (Новомиколаївський район); Любицьке; Мирівка (Новомиколаївський район) | не менше 68              | ст. 385  |
| 97  | Магдалинівська сільська рада: Магдалинівка (Оріхівський район) | не менше 4               | ст. 104  |
| 98  | Майдорфська сільська рада: Майдорф | 6                        | ст. 147  |
| 99  | Максимівська сільська рада (Вільнянський район): Козаче (Вільнянський район) Крутий Яр (Вільнянський район) Максимівка (Вільнянський район) Новофедорівка (Вільнянський район) Трудолюбівка (Вільнянський район) Широке (Вільнянський район) | не менше 60              | ст. 91   |
| 100 | Малинівська сільська рада (Гуляйпільський район) (тоді Туркенівська): Малинівка (Гуляйпільський район) | 163                      | ст. 156  |
| 101 | Малотокмачанська сільська громада: Мала Токмачка | 231                      | ст. 415  |
| 102 | Маринівська сільська рада: Маринівка (Приморський район) | не менше 38              | ст. 528  |
| 103 | Маріагеймська сільська рада: Молодіжне (Михайлівський район) | не менше 8               | ст. 374  |
| 104 | Марфопільська сільська рада: Марфопіль | 68                       | ст. 148  |
| 105 | Мар'янівська сільська рада: Мар'янівка (Новомиколаївський район) | 37                       | ст. 386  |
| 106 | Мар'янівська сільська рада (Приазовський район): Мар'янівка (Приазовський район) | 42                       | ст. 489  |
| 107 | Матвіївська сільська рада (Вільнянський район): Матвіївка (Вільнянський район) | не менше 15              | ст. 91   |
| 108 | Мелітополь і Мелітопольська сільська рада | 3473 і 11                | ст. 346  |
| 109 | Менчикурівська сільська рада: Менчикури; Піскошине | не менше 50              | ст. 129  |
| 110 | Миколаївська сільська рада (Бердянський район): Миколаївка (Бердянський район); Малинівка (Бердянський район); Новоіванівка (Бердянський район); Новосолдатське; Радивонівка (Бердянський район) | 95                       | ст. 76   |
| 111 | Микольська сільська рада (Вільнянський район) | не менше 41              | ст. 92   |
| 112 | Миролюбівська сільська рада (Вільнянський район): Миролюбівка (Вільнянський район) | не менше 11              | ст. 92   |
| 113 | Михайлівська сільська рада (Вільнянський район): Андріївка (Вільнянський район); Василівське (Вільнянський район); Вільноандріївка; Вільнокур'янівське; Георгіївське (Вільнянський район); Запорізьке (Вільнянський район); Криничне (Вільнянський район); Михайлівка (Вільнянський район); Нагірне (Вільнянський район); Сергіївка (Вільнянський район); Соколівка (Вільнянський район) | не менше 82              | ст. 131  |
| 114 | Михайлівська Друга сільська рада: Михайлівка (Михайлівський район) | 52                       | ст. 373  |
| 115 | Михайло-Лукашівська сільська рада: Михайло-Лукашеве | не менше 53              | ст. 93   |
| 116 | Могилянська сільська рада: Могиляни (Чернігівський район) | 47                       | ст. 545  |
| 117 | Мордвинівська сільська рада: Мордвинівка | не менше 1               | ст. 364  |
| 118 | Мусіївська сільська рада (Вільнянський район): Мусіївка (Веселівський район) | 210                      | ст. 134  |
| 119 | Надіє-Слав'янська сільська рада (Новомиколаївський район) | 80                       | ст. 393  |
| 120 | Нельгівська сільська рада (Приморський район) | 53                       | ст. 529  |
| 121 | Низянська сільська рада: Низяни | 84-300                   | ст. 547  |
| 122 | Новгородківська сільська рада (тоді Чеховградська): Високе (Мелітопольський район), Малий Утлюг, Маяк (Мелітопольський район), Новгородківка, Новоякимівка, Степне (Мелітопольський район) | не менше 42              | ст. 371  |
| 123 | Новоандріївська сільська рада (Оріхівський район): Новоандріївка (Оріхівський район) | не менше 41              | ст. 416  |
| 124 | Новобілицька сільська рада | 36                       | ст. 416  |
| 125 | Новобогданівська сільська рада | не менше 25              | ст. 364  |
| 126 | Новобогданівська сільська рада | не менше 15              | ст. 374  |
| 127 | Новобогданівська сільська рада: Відродження (Мелітопольський район), Новобогданівка (Мелітопольський район), Першостепанівка, Привільне (Новобогданівська сільська рада) | не менше 178             | ст. 301  |
| 128 | Нововасилівська сільська рада (Бердянськ): Нововасилівка (Бердянська міська рада), Роза (Бердянська міська рада), Шовкове (селище) | 293                      | ст. 68   |
| 129 | Нововасилівська селищна рада (тоді сільська): Домузли, Нововасилівка (смт), Новоолександрівка (Приазовський район), Південне (Приазовський район) | не менше 49              | ст. 490  |
| 130 | Нововасилівська сільська рада (Вільнянський район): Нововасилівка (Вільнянський район) | не менше 11              | ст. 93   |
| 131 | Новогригорівська сільська рада: Новогригорівка (Гуляйпільський район) | 43                       | ст. 149  |
| 132 | Новогупалівська сільська рада: Новогупалівка | не менше 38              | ст. 93   |
| 133 | Новоданилівська сільська рада (Оріхівський район): Новоданилівка (Оріхівський район) | не менше 36              | ст. 416  |
| 134 | Новоданилівська сільська рада (Якимівський район): Новоданилівка (Якимівський район) | 83                       | ст. 561  |
| 135 | Новокарлівська сільська рада: Новокарлівка | 51                       | ст. 433  |
| 136 | Новокостянтинівська сільська рада (Приазовський район): Ігорівка (Приазовський район), Новокостянтинівка (Приазовський район) | не менше 41              | ст. 491  |
| 137 | Новомиколаївська селищна рада (Новомиколаївський район) (тоді сільська) : Михайлівське (Новомиколаївський район); Новомиколаївка (Новомиколаївський район); Островське (Новомиколаївський район) | 96                       | ст. 387  |
| 138 | Новоіванівська сільська рада (Вільнянський район): Новоіванівка (Веселівський район) | не менше 21              | ст. 134  |
| 139 | Новоіванівська сільська рада (Оріхівський район): Новоіванівка (Оріхівський район) | не менше 38              | ст. 401  |
| 140 | Новомиколаївська сільська рада (Приазовський район): Новомиколаївка (Приазовський район) | 66                       | ст. 492  |
| 141 | Новомихайлівська сільська рада (Чернігівський район): Новомихайлівка (Чернігівський район) | 106                      | ст. 548  |
| 142 | Новоолександрівська сільська рада (Вільнянський район): Новоолександрівка (Веселівський район) | 138                      | ст. 136  |
| 143 | Новоолександрівська сільська рада (Запорізький район): Новоолександрівка (Запорізький район); Новооленівка (Запорізький район); Юльївка | не менше 21              | ст. 291  |
| 144 | Новоолександрівка (Запорізький район) (тоді Олександрталь) | 53                       | ст. 554  |
| 145 | Новоолександрівська сільська рада (Приазовський район): Новоолександрівка (Приазовський район) | 34                       | ст. 492  |
| 146 | Новоолексіївська сільська рада (Приморський район): Новоолексіївка (Приморський район) | 235                      | ст. 518  |
| 147 | Новопавлівська сільська рада (Оріхівський район): Новопавлівка (Оріхівський район) | 123                      | ст. 419  |
| 148 | Новопетрівська сільська рада (Бердянський район): Куликівське; Новопетрівка (Бердянський район); Старопетрівка | 92                       | ст. 78   |
| 149 | Новопилипівська сільська рада: Новопилипівка; Оленівка (Мелітопольський район); Соснівка (Мелітопольський район); Тихонівка (Мелітопольський район) | не менше 66              | ст. 365  |
| 150 | Новополтавська сільська рада (Чернігівський район): Зоря (Чернігівський район); Новополтавка (Чернігівський район) | 95                       | ст. 550  |
| 151 | Новоселівська сільська рада: Новоселівка (Оріхівський район) | 143                      | ст. 421  |
| 152 | Новоселівська друга сільська рада (Пологівський район) | 26                       | ст. 457  |
| 153 | Новосолошинська сільська рада: Новосолошине | 25                       | ст. 422  |
| 154 | Новоспасівська сільська рада: Осипенко (Бердянський район) | 207                      | ст. 81   |
| 155 | Новоуспенівська сільська рада: Новоуспенівка | 60                       | ст. 138  |
| 156 | Новотроїцька сільська рада (Бердянський район): Новотроїцьке (Бердянський район) | 72                       | ст. 82   |
| 157 | Новоукраїнська сільська рада (Більмацький район) (тоді Гайчульська): Березівка (Більмацький район); Веселоіванівське; Новоукраїнка (Більмацький район) | не менше 72              | ст. 298  |
| 158 | Новояковлівська сільська рада: Запасне (Україна); Новобойківське; Новояковлівка | не менше 75              | ст. 423  |
| 159 | Норівська сільська рада (Василівський район) | 49                       | ст. 105  |
| 160 | Обіточненська сільська рада: Обіточне; Салтичія | не менше 80              | ст. 522  |
| 161 | Обіточненська сільська рада (друга?) | 46                       | ст. 551  |
| 161 | Олександрівська сільська рада (Приазовський район): Нечкине; Олександрівка (Приазовський район) | 396                      | ст. 499  |
| 162 | Олександрівська сільська рада (Якимівський район): Олександрівка (Якимівський район) | не менше 13              | ст. 561  |
| 163 | Олексіївська сільська рада: Олексіївка (Більмацький район) | не менше 55              | ст. 302  |
| 164 | Омельницька сільська рада (Оріхівський район): Омельник (Оріхівський район) | 78                       | ст. 424  |
| 165 | Оріхів | 323                      | ст. 398  |
| 166 | Оріхівська сільська рада (Приазовський район): Оріхівка (Приазовський район) | не менше 4               | ст. 499  |
| 167 | Орловська сільська рада (Приморський район): Орлівка (Приморський район) | не менше 100             | ст. 530  |
| 168 | Охрімівська сільська рада (Якимівський район): Охрімівка (Якимівський район) | 103                      | ст. 563  |
| 169 | Панютинська сільська рада: Панютине (Оріхівський район) | 51                       | ст. 425  |
| 170 | Партизанська сільська рада (Приморський район): Новопавлівка (Приморський район) | не менше 41              | ст. 523  |
| 171 | Петрівська сільська рада (Приморський район): Петрівка (Приморський район) | 378                      | ст. 536  |
| 172 | Петро-Михайлівська сільська рада: Грушівка (Вільнянський район); Круглик (Вільнянський район); Петро-Михайлівка; Улянівка (Вільнянський район) | не менше 24              | ст. 94   |
| 173 | Петро-Свистунівська сільська рада: Петро-Свистунове (Вільнянський район) | 56                       | ст. 95   |
| 174 | Підгірненська сільська рада (Новомиколаївський район): Підгірне (Новомиколаївський район) | 41                       | ст. 388  |
| 175 | Плодородненська сільська рада (тоді Рейхенфельдська): Братське (Михайлівський район); Зразкове (Михайлівський район); Показне (Михайлівський район); Плодородне (Михайлівський район); Радісне (Михайлівський район) | не менше 79              | ст. 375  |
| 176 | Полоузівська сільська рада: Полоузівка | 72                       | ст. 83   |
| 177 | Полянівська сільська рада (тоді Ейгенфельдська): Верховина (Мелітопольський район); Золота Долина; Лазурне (Мелітопольський район); Мар'ївка (Мелітопольський район); Полянівка | не менше 17              | ст. 362  |
| 178 | Піщанська сільська рада: Піщане (Мелітополь) | 673                      | ст. 356  |
| 179 | Полтавська сільська рада (Гуляйпільський район) (тоді Санжарівська): Ольгівське; Охотниче (Гуляйпільський район); Полтавка (Гуляйпільський район) | 196                      | ст. 153  |
| 180 | Преображенська сільська рада (Оріхівський район): Преображенка (Оріхівський район) | 288                      | ст. 430  |
| 181 | Преславська сільська рада: Преслав | 151                      | ст. 538  |
| 182 | Приморська міська рада (тоді — Ногайська): Комишуватка; Набережне (Приморський район); Подспор'є; Приморськ (Україна) | 195                      | ст. 521  |
| 183 | Приморська сільська рада (Василівський район) (тоді — Царицин-Кутська): Приморське (Василівський район) | 78                       | ст. 107  |
| 184 | Приморсько-Посадська сільська рада: Приморський Посад | 54                       | ст. 500  |
| 185 | Пришибська селищна рада (тоді сільська): Пришиб (смт); Розівка (Михайлівський район); Слов'янка (Михайлівський район); Смиренівка | не менше 28              | ст. 373  |
| 186 | Просторівська сільська рада (Чернігівський район) (тоді Гросвейдська): Просторе (Чернігівський район) | не менше 12              | ст. 554  |
| 187 | Радивонівська сільська рада (Якимівський район): Радивонівка (Якимівський район) | 66                       | ст. 564  |
| 188 | Райнівська сільська рада: Райнівка | 188                      | ст. 541  |
| 189 | Різдвянська сільська рада: Різдвянка (Новомиколаївський район) | 105                      | ст. 390  |
| 190 | Роздольська сільська рада (Михайлівський район) (тоді Фрідріхфельдська): Абрикосівка (Михайлівський район); Виноградівка (Михайлівський район); Вишнівка (Михайлівський район); Завітне (Михайлівський район); Кавунівка (Михайлівський район); Нове Поле (Михайлівський район); Роздол (Михайлівський район); Трудовик (Михайлівський район); Шевченка (Михайлівський район)            | не менше 28              | ст. 378  |
| 191 | Розівська селищна рада (тоді сільська): Розівка (смт) | не менше 5               | ст. 543  |
| 192 | Самійлівська сільська рада: Самійлівка (Більмацький район) | не менше 10              | ст. 303  |
| 193 | Самійлівська сільська рада (Новомиколаївський район): Самійлівка (Новомиколаївський район) | 65                       | ст. 391  |
| 194 | Святопетрівська сільська рада (Гуляйпільський район) (тоді Петрівська): Зелене (Гуляйпільський район); Святопетрівка; Староукраїнка | не менше 58              | ст. 150  |
| 195 | Семенівська сільська рада (Мелітопольський район): Обільне (Мелітопольський район); Рівне (Мелітопольський район); Семенівка (Мелітопольський район) | не менше 28              | ст. 366  |
| 196 | Семенівська сільська рада (Пологівський район): Дмитрівське (Пологівський район); Нова Дача (Пологівський район);Семенівка (Пологівський район) | 135                      | ст. 459  |
| 197 | Сисикулацька сільська рада: Сисикулак (Чернігівський район) | не менше 48              | ст. 551  |
| 198 | Скельківська сільська рада: Златопіль (Василівський район); Маячка (Василівський район); Першотравневе (Василівський район); Скельки (Василівський район); Шевченка (Василівський район) | не менше 53              | ст. 106  |
| 199 | Смирновська сільська рада (Україна) (тоді Попівська): Вершина Друга; Олексіївка (Більмацький район); Смирнове | не менше 53              | ст. 106  |
| 200 | Софіївська сільська рада: Софіївка (Бердянський район) | 108                      | ст. 85   |
| 201 | Софіївська сільська рада (Новомиколаївський район): Горлицьке; Кам'янка (Новомиколаївський район); Кам'янувате; Миколай-Поле (Новомиколаївський район); Новогригорівка (Новомиколаївський район); Садове (Новомиколаївський район); Софіївка (Новомиколаївський район) | не менше 126             | ст. 97   |
| 202 | Софіївська друга сільська рада (Новомиколаївський район) | 91                       | ст. 392  |
| 203 | Старобогданівська сільська рада: Старобогданівка | 69                       | ст. 377  |
| 204 | Степанівська Перша сільська рада: Степанівка Перша; Миронівка (Приазовський район) | 362                      | ст. 505  |
| 205 | Стульневська сільська рада: Кам'янка (Чернігівський район); Стульневе (селище); Стульневе (село) | не менше 85              | ст. 553  |
| 206 | Таврійська сільська рада (Оріхівський район) (тоді Жеребецька): Любимівка (Оріхівський район); Таврійське (Оріхівський район) | 96                       | ст. 407  |
| 207 | Тамбовська сільська рада: Тамбовка (Мелітопольський район) | не менше 3               | ст. 366  |
| 208 | Тарасівська сільська рада (Пологівський район): Андріївське (Пологівський район); Романівське; Тарасівка (Пологівський район); Шевченкове (Пологівський район) | не менше 106             | ст. 450  |
| 209 | Тарасівська сільська рада: Тарасівка (Чернігівський район) | не менше 14              | ст. 553  |
| 210 | Тернівська сільська рада (Якимівський район) | 17                       | ст. 564  |
| 211 | Тернуватська селищна рада (тоді Гайчурська сільська): Зарічне (Новомиколаївський район); Косівцеве; Придорожнє (Новомиколаївський район); Тернувате (смт) | не менше 80              | ст. 380  |
| 212 | Терпіннівська сільська рада: Зарічне (Мелітопольський район); Лугове (Мелітопольський район); Північне (Мелітопольський район); Спаське (Мелітопольський район); Терпіння (село) | не менше 105             | ст. 368  |
| 213 | Тимошівська сільська рада (Михайлівський район): Тимошівка (Михайлівський район) | не менше 18              | ст. 373  |
| 214 | Троїцька сільська рада: Троїцьке (Бердянський район) | 126                      | ст. 87   |
| 215 | Троїцька сільська рада | не менше 3               | ст. 303  |
| 216 | Троїцька сільська рада: Троїцьке (Мелітопольський район) | 154                      | [ 2 ]    |
| 217 | Трудолюбівська сільська рада: Трудолюбівка (Вільнянський район) | 40                       | ст. 98   |
| 218 | Трудолюбимівська сільська рада: Трудолюбимівка | не менше 20              | ст. 377  |
| 219 | Ульянівська сільська рада (Пологівський район): Ожерельне (тоді Ульяновка) | 42                       | ст. 459  |
| 220 | Успенівська сільська рада: Успенівка (Бердянський район) | 110                      | ст. 89   |
| 221 | Успенівська сільська рада (Гуляйпільський район): Успенівка; Красногірське; Нове; Новоуспенівське; Павлівка; Привільне; Рибне; Солодке | не менше 91              | ст. 157  |
| 222 | Федорівська сільська рада: Федорівка (Мелітопольський район) | не менше 9               | ст. 370  |
| 223 | Федорівська сільська рада (Пологівський район) (тоді Власівська): Бурлацьке (Пологівський район); Золота Поляна (Пологівський район); Красноселівка (Пологівський район); Тернове (Пологівський район); Федорівка (Пологівський район); Хліборобне (Пологівський район); Чкалова | не менше 157             | ст. 438  |
| 224 | Червона сільська рада: Велика Білозерка | не менше 21              | ст. 113  |
| 225 | Червонівська сільська рада (Пологівський район) | 3                        | ст. 460  |
| 226 | Чкаловська сільська рада (Веселівський район) (тоді Гаврилівська): Чкалове (Веселівський район) | 246                      | ст. 124  |
| 227 | Чкаловська сільська рада (Приазовський район) (тоді Троїцька): Чкалове (Приазовський район) | 70                       | ст. 506  |
| 228 | Чубарівська сільська рада — нині село Федорівка (Пологівський район) | 351                      | ст. 465  |
| 229 | Шевченківська сільська рада: Шевченка (Пологівський район) | 98                       | ст. 452  |
| 230 | Шевченківська сільська рада (Приазовський район) (тоді Новотроїцька): Петрівка (Приазовський район); Шевченка (Приазовський район) | 39                       | ст. 493  |
| 231 | Шевченківська друга сільська рада (Пологівський район) | 76                       | ст. 476  |
| 232 | Шелюгівська сільська рада: Шелюги | не менше 11              | ст. 564  |
| 233 | Шенбаумська сільська рада: Листвянка | не менше 2               | ст. 543  |
| 234 | Щербаківська сільська рада (Оріхівський район) | 86                       | ст. 431  |
| 235 | Юр'ївська сільська рада (Приморський район): Юр'ївка (Приморський район) | 126                      | ст. 543  |
| 236 | Юрківська сільська рада (Оріхівський район): Юрківка (Оріхівський район) | не менше 20              | ст. 431  |
| 237 | Якимівська селищна рада (тоді сільська): Якимівка (смт) | не менше 111             | ст. 567  |
| 238 | Яснівська сільська рада: Ясне (Мелітопольський район) | не менше 1               | ст. 371  |